# Aperam
Aperam — металлургическая компания. Штаб-квартира расположена в Люксембурге, производственные мощности — во Франции, Бельгии и Бразилии. Основной продукцией является нержавеющая сталь.

## История
Компания Aperam была создана 25 января 2011 года выделением подразделения нержавеющей стали из ArcelorMittal.
В 2018 году была куплена немецкая компания VDM Metals Holding, производившая спецсплавы на 7 заводах в Германии и США.
В декабре 2021 года было завершено поглощение компании ELG Haniel, которая занималась сбором и переработкой лома нержавеющей стали и других сплавов.

## Собственники и руководство
Акции компании котируются на Люксембургской фондовой бирже, а также на биржах системы Euronext в Амстердаме, Брюсселе и Париже. Крупнейшим акционером по состоянию на 2024 год была семья Лакшми Миттал (40,33 %). Казначейские акции составляли 7,9 %.
- Лакшми Миттал (Lakshmi N. Mittal, род. в 1950 году) — председатель совета директоров.
- Тимотео Ди Мауло (Timoteo Di Maulo, род. в 1961 году) — генеральный директор (CEO) с 2015 года, начал карьеру в 1990 году в Ugine Italia, позже вошедшей в состав ArcelorMittal.

## Деятельность

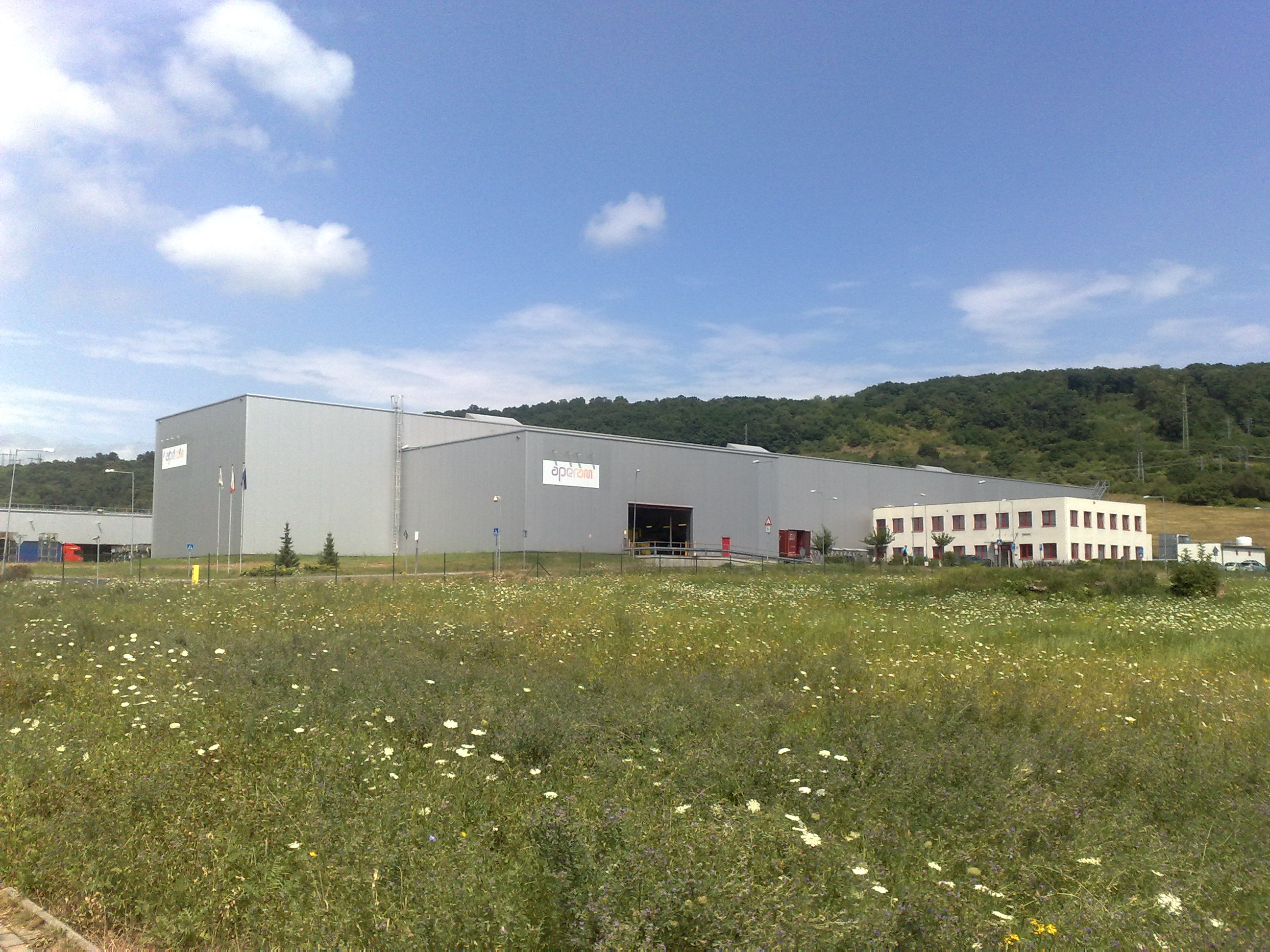
Металлопрокатный завод в Усти-над-Лабем (Чехия)

Компании принадлежит 6 металлургических заводов во Франции (Гёньон, Исберг и Эмфи), Бельгии (Генк и Шатле) и Бразилии (Тимотеу), а также около 50 предприятий по переработке металлолома. Номинальная производительность — 2,5 млн т, фактическое производство в 2023 году — 2,1 млн т.
Подразделения компании по состоянию на 2023 год:
- нержавеющая и электротехническая сталь — производство стали; 35 % выручки;
- услуги и решения — торговля стальной продукцией, прокат и другая переработка в готовые изделия; 33 % выручки;
- специальные сплавы — производство различных сплавов; 13 % выручки;
- переработка — сбор металлолома и сырья для производства стали и других сплавов, а также лесное хозяйство в Бразилии (эвкалиптовые леса) для получения древесного угля; 19 % выручки.

Выручка компании за 2023 год составила 6,59 млрд евро, основными рынками сбыта были Германия (1,2 млрд евро), Бразилия (1,03 млрд евро), США (796 млн евро), Италия (711 млн евро), Франция (305 млн евро), Испания (260 млн евро), Бельгия (254 млн евро), Великобритания (241 млн евро), Тайвань (177 млн евро), Республика Корея (156 млн евро).